# Maiorivka, Ciutove
Maiorivka (în ucraineană Майорівка) este un sat în comuna Ceapaieve din raionul Ciutove, regiunea Poltava, Ucraina.

## Demografie
Componența lingvistică a localității Maiorivka
     Ucraineană (93,58%)
     Rusă (5,5%)
     Alte limbi (0,92%)
Conform recensământului din 2001, majoritatea populației localității Maiorivka era vorbitoare de ucraineană (93,58%), existând în minoritate și vorbitori de rusă (5,5%).